# Návrat do budoucnosti
Návrat do budoucnosti (v anglickém originále Back to the Future) je americká sci-fi komedie, kterou v roce 1985 natočil režisér Robert Zemeckis. Pojednává o mladíkovi jménem Marty McFly, který náhodou odcestuje do minulosti, v níž ohrozí vlastní existenci v době, odkud se na cestu časem vydal. Film se stal kasovním trhákem a v roce 1985 dokonce nejvýdělečnějším americkým filmem vůbec. Komerční úspěch umožnil vznik dalších dvou pokračování v roce 1989 a 1990.

## Děj filmu

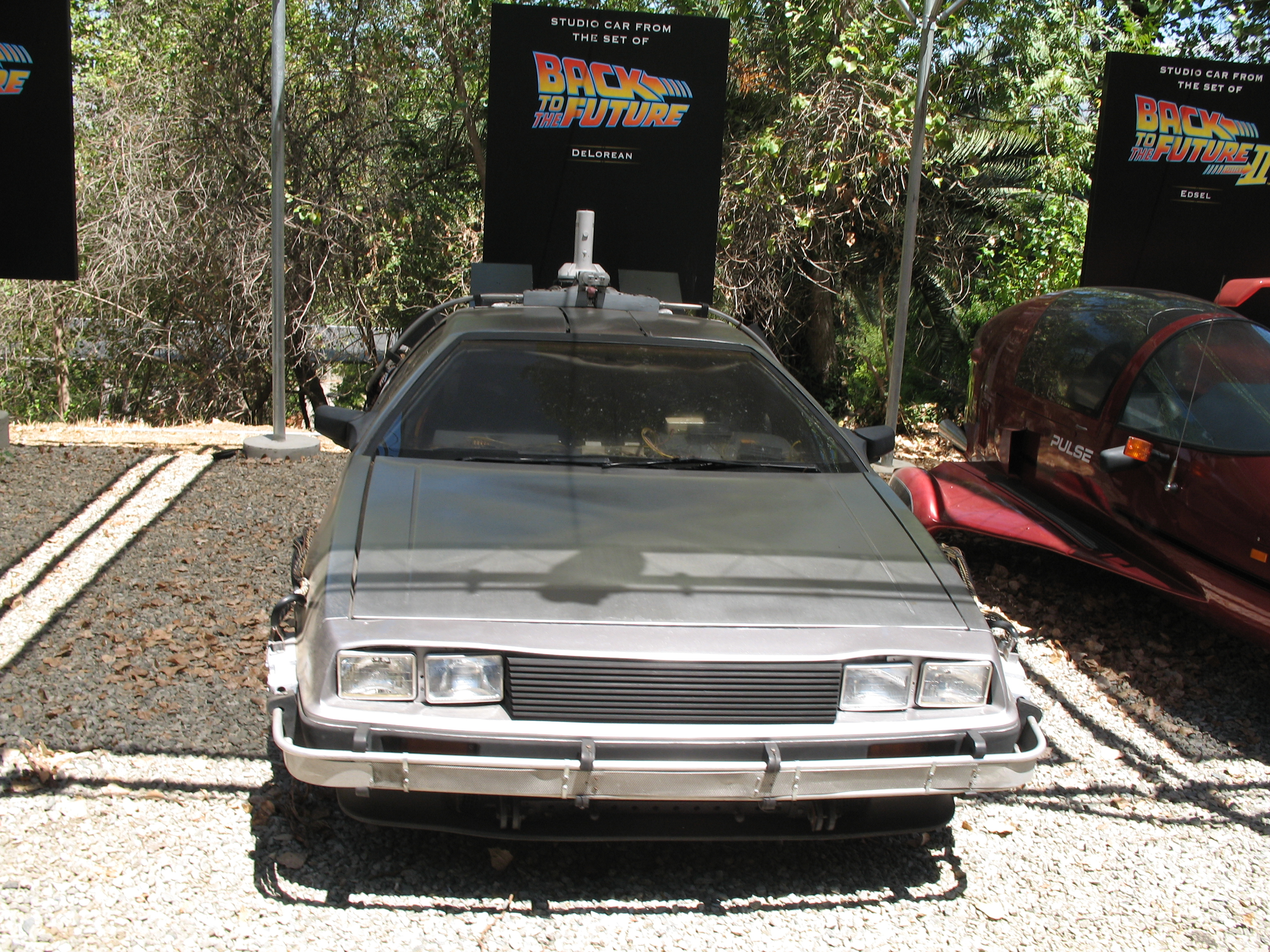
Vozidlo DeLorean v prostorách Universal Pictures

Sedmnáctiletý Marty McFly (Michael J. Fox) se v roce 1985 přátelí s excentrickým vědcem dr. Emmettem Brownem (Christopher Lloyd). Doktor vynalezl stroj času, který zabudoval do auta značky DMC DeLorean. Když Martymu stroj předvádí v noci na parkovišti před supermarketem, přijedou na místo libyjští teroristé a doktor klesne k zemi pod jejich střelbou. Pomstili se mu za to, že jim ukradl plutonium, které potřeboval jako palivo pro stroj času. Martymu se podaří v DeLoreanu ujet, náhodou ale spustí stroj času a dostane se do minulosti, konkrétně do roku 1955. V minulosti se setká s doktorem, který se snaží vymyslet způsob, jak Martyho vrátit do jeho doby.
Marty se ale náhodou setká se svými rodiči Georgem a Lorraine a jeho matka se do něho zamiluje místo do otce. To Marty musí napravit, aby zachránil existenci vlastní rodiny i sebe samotného, musí dát své rodiče dohromady. Na společné rodinné fotce, kterou má s sebou, totiž pomalu začnou mizet postavy jeho starších sourozenců Davea a Lindy. Přes různé peripetie uspěje, jeho rodiče se poprvé políbí na školním večírku a zamilují se do sebe.
Potom Marty spěchá k radnici. Doktor totiž zjistil, že chybějící energii z plutonia, která je nutná pro pohon stroje času, nahradí výbojem blesku. Marty ze své současnosti ví, že právě v roce 1955 silný blesk udeřil do radnice a zničil její hodiny. Na poslední chvíli se jim plán podaří realizovat a Marty se vrátí do své původní doby. Na stroji času si nastaví dobu o 11 minut dříve, než rok 1985 opustil (1:35 AM → 1:24 AM), aby tak zachránil doktora před Libyjci. Když se ale na místo dostane, jen vidí opakování scény, v níž doktor po střelbě klesne k zemi. Není však mrtev, protože na sobě měl neprůstřelnou vestu. Marty mu totiž v minulosti roku 1955 nechal varovný dopis, doktor ho sice původně před Martym roztrhal, protože svoji budoucnost nechtěl znát. Po Martyho odcestování však dopis slepil a zachránil si tak život.
Doktor Martyho zaveze domů a se svým strojem času vyráží vstříc budoucnosti roku 2015. Doma Marty zjistí, že jeho výlet do minulosti měl na jeho rodiče velký pozitivní dopad. Na rozdíl od stavu, z něhož časem odcestoval, je jeho otec úspěšným spisovatelem, rodina je bohatá a i Martyho starší sourozenci jsou šťastnější a v životě úspěšnější. Biff Tannen, který původně byl šéfem George McFlye, mu nyní leští před domem auto. Když se Marty chce se svojí dívkou Jennifer vypravit k jezeru, objeví se Doktor s tím, že s ním oba musí do budoucnosti, protože se jedná o jejich děti. V doktorově vylepšeném stroji času odlétají (vstříc druhému dílu série).

## Destinace
- 5. listopadu 1955 – Nov 5 1955 6:00 AM
- 26. října 1985 – Oct 26 1985 1:24 AM
- 21. října 2015 – Oct 21 2015 4:24 PM
- 1. září 1885 – Sep 01 1885 8:00 AM

## Obsazení
| Michael J. Fox     | Marty McFly           |
| Christopher Lloyd  | Dr. Emmett L. Brown   |
| Lea Thompsonová    | Lorraine Baines McFly |
| Crispin Glover     | George McFly          |
| Thomas F. Wilson   | Biff Tannen           |
| Claudia Wells      | Jennifer Parker       |
| Marc McClure       | Dave McFly            |
| Wendie Jo Sperber  | Linda McFly           |
| George DiCenzo     | Sam Baines            |
| Frances Lee McCain | Stella Baines         |
| James Tolkan       | Mr. Strickland        |
| Billy Zane         | Match                 |